# Sybra ochraceicollis
Sybra ochraceicollis är en skalbaggsart som beskrevs av Stefan von Breuning 1940. Sybra ochraceicollis ingår i släktet Sybra och familjen långhorningar. Inga underarter finns listade i Catalogue of Life.